# Гі Ру
Гі Ру (фр. Guy Roux, нар. 18 жовтня 1938, Кольмар) — французький футболіст, що грав на позиції півзахисника. По завершенні ігрової кар'єри — тренер.
Відомий насамперед більш ніж сорокарічною роботою з «Осером», який під його керівництвом подолав шлях від четвертого дивізіону французької першості до титулу чемпіона Франції.

## Ігрова кар'єра
У дорослому футболі дебютував 1954 року виступами за команду «Осер» у регіональному чемпіонаті Бургундії. За три роки перейшов до «Стад Пуатевен», а ще за рік став гравцем «Ліможа».
1961 року повернувся до «Осера», в якому став граючим тренером. Повністю зосередився на тренерській роботі 1970 року, вивівши команду до Дивізіону 3.

## Кар'єра тренера
Уперше очолив тренерський штаб «Осер»а, на той час команди четвертого (регіонального) дивізіону Франції, 1961 року і тренувув осерську команду з двома невеликими перервами до 2005 року.
У 1970 році вивів команду до третього дивізіону, а 1974 року «Осер» підвищився у класі вже до другого дивізіону. 1979 року все ще друголігова команда була близькою до свого першого загальнонаціонального успіху, пробившись до фіналу Кубка Франції, де лише у додатковий час поступилася «Нанту». А вже наступного року команда Гі Ру пробилася до елітного французького дивізіону, який не залишала протягом усіх 25 сезонів, коли тренер продовжував працювати з «Осером». 
Протягом цих років команда чотири рази ставала володарем Кубка Франції, а в сезоні 1995/96 вигравала чемпіонат Франції. Успіхи «Осера» під керівництвом Гі Ру значною мірою були пов'язані з його стратегією роботи на перспективу. Зокрема після виходу команди до найвищого дивізіону клуб мав можливість витратити суттєві кошти на придбання висококласних гравців, проте на вимогу головного тренера натомість було зроблено інвестицію в клубну академію. У подальшому команда мала постійне посилення у вигляді вихованців власної академії, яка подарувала французькому футболу таких гравців як Ерік Кантона, Ален Гома, Паскаль Ваїруа, Джибріль Сіссе і Філіпп Мексес.
Остаточно залашив «Осер» влітку 2005 року, провівши на той час на чолі команди близько 2 тисяч офіційних ігор, включаючи 890 матчів у найвищому дивізіоні, що є європейським рекордом. 
У червні 2007 року уклав дворічну тренерську угоду з «Лансом», проте вже наприкінці серпня того ж року пішов у відставку, після того як команда не зуміла здобути бодай одну перемогу у чотирьох перших іграх сезону.

## Титули і досягнення

### Як тренера
- Чемпіон Франції (1):

«Осер»: 1995-1996
- Володар Кубка Франції (4):

«Осер»: 1993-1994, 1995-1996, 2002-2003, 2004-2005
- Володар Кубка Інтертото (1):

«Осер»: 1997

### Особисті
Найкращий тренер Ліги 1: 1996
Нагорода Президента УЄФА: 2000